# Léo Ortiz
Leonardo Rech Ortiz, mais conhecido como Léo Ortiz (Porto Alegre, 3 de janeiro de 1996), é um futebolista brasileiro que atua como zagueiro. Joga pelo Flamengo.

## Carreira

### Início
Começou no futsal por influência de seu pai, Ortiz, que foi ídolo e um grande jogador de Futsal do Brasil. Começou na escolinha de Futsal Teresópolis, onde seu avô era sócio e seu pai chegou a jogar. Depois passaria pela Ipanema Sports e chegou ao Grêmio Náutico Gaúcho, equipe onde começou a disputar competições e era treinado por André Jardine. Léo chegou ao Internacional em 2012 convidado por Jardine, jogando seu último estadual no futsal, modalidade que jogou até os 14 anos e que abandonou pela falta de torneios da modalidade. No Inter, migrou para o campo com 16 anos, atuando primeiramente como volante, após se preparar e fazer a transição para o futebol de campo.

### Internacional
Depois de atuar no Sub-20 do Internacional, Léo foi promovido ao elenco principal em janeiro de 2017 e fez sua estreia no time no dia 22 de fevereiro de 2017, lançado por Antônio Carlos Zago na vitória por 4–1 sobre o Oeste, em partida válida pela primeira fase da Copa do Brasil. Léo teve uma atuação excelente, dando uma assistência para o gol de Carlos ao fazer um cruzamento certeiro para atacante e salvando em cima da linha o que seria o segundo gol do Oeste. Após excelentes exibições, no dia 6 de março de 2017 renovou seu contrato com o Inter até o ano de 2019.
Ao todo Léo jogou 31 jogos pelo clube, sendo 13 na Série B, tendo ajudado o Colorado a terminar na segunda colocação e retornar à elite logo na primeira tentativa, após a queda no ano anterior.

### Sport
Em 31 de dezembro de 2017, foi emprestado ao Sport por um ano. Léo fez sua estreia em 14 de janeiro de 2018, na vitoria de 2–0 sobre o Atlético Tucumán na Taça Ariano Suassuna, se sagrando campeão. Sua estreia como titular foi no jogo seguinte, no dia 3 de fevereiro de 2018, em um empate 1–1 contra o Central pelo Campeonato Pernambucano.
Marcou seu primeiro gol pelo Sport na vitória por 3–0 sobre o Salgueiro, no dia 2 de abril. Foi escolhido como capitão do rubro-Negro pelo treinador Nelsinho Baptista no empate de 1–1 com o Santa Cruz, no Campeonato Pernambucano, após o capitão oficial Anselmo ser poupado para evitar uma suspensão. Ao todo, atuou em 17 jogos e marcou um gol pelo clube.

### Red Bull

#### Como Red Bull Brasil
Em 10 de janeiro de 2019, foi anunciado seu empréstimo ao Red Bull Brasil por um ano, trabalhando com seu antigo treinador, Antônio Carlos Zago.
Estreou pelo RB Bragantino II no dia 20 de janeiro de 2019, no empate por 1–1 com o Palmeiras, pelo Campeonato Paulista.

#### Como Red Bull Bragantino
Marcou o gol do título do Red Bull Bragantino (já havia mudado de nome após fusão do Red Bull Brasil com o Bragantino no dia 26 de março) no Campeonato Paulista do Interior, ao marcar sobre o Guarani na vitória de 1–0.
No dia 23 de abril de 2019, foi contrato em definitivo pelo Red Bull Bragantino, até dezembro de 2020. Marcou seu segundo gol pelo Red Bull Bragantino no dia 8 de agosto de 2019, na goleada de 4–0 sobre o Operário, pela Série B, na 16a rodada.
Recebeu a faixa de capitão em um jogo-treino na Áustria contra o Levski Sofia, após o dono da faixa, o goleiro Júlio César, se lesionar e pelo técnico Antônio Zago gostar muito de seu futebol. Léo foi um dos líderes e destaques do Massa Bruta no ano, tendo ajudado o clube a conquistar o título da Série B de 2019 e retornar à Série A depois de 22 anos. Finalizou a temporada com 30 partidas e três gols feitos.

#### 2020
No dia 13 de março de 2020, Léo renovou seu contrato com o Bragantino por mais quatro temporadas, sendo válido até dezembro de 2024.
Assumiu a faixa de capitão do Bragantino definitivamente em 2020 e se tornou o capitão mais novo da primeira divisão, e o time chegou a começar bem o campeonato, mas assim como todo o elenco, Léo oscilou bastante no primeiro turno do Brasileiro, com o Red Bull Bragantino terminando na zona de rebaixamento, ocupando a 18ª posição.
No dia 18 de agosto, completou 50 jogos pelo Bragantino, na vitória sobre o Fluminense por 2–1, válida pela 20° rodada do Campeonato Brasileiro. No 2° turno, o Massa Bruta conseguiu dar uma boa arrancada, terminando em 10° lugar no Brasileiro e se classificando para a Sul-Americana, voltando a disputar uma competição continental depois de 25 anos. Fez ao todo 48 jogos e marcou cinco gols na temporada.

#### 2021
No dia 18 de março, na partida contra o Mirassol pela Copa do Brasil, Léo completou 150 jogos por clubes na carreira, sendo 84 só pelo Red Bull. O Red Bull venceu a partida por 3–2, tendo se classificado para a próxima fase da competição. Ao final do Campeonato Paulista, Léo foi selecionado para o time da competição.
Léo completou 100 jogos pelo RB Bragantino no dia 19 de junho, na vitória de virada por 3–2 sobre o Flamengo, no Maracanã, válida pela 6a rodada do Campeonato Brasileiro. Deu uma assistência para Bruno Praxedes fazer o único gol da vitória de 1–0 sobre o Grêmio, na 14a rodada do Brasileirão. Apesar do Bragantino não conquistar o título da Sul-Americana (perdeu por 1–0 para o Athletico Paranaense), Léo Ortiz foi eleito para a seleção do torneio. Também foi eleito na seleções da Bola de Prata e do Troféu Mesa Redonda, sendo um dos destaques do Bragantino na temporada de 2021. Disputou ao todo 48 jogos na temporada, não marcou gols e concedeu duas assistências.

#### 2022

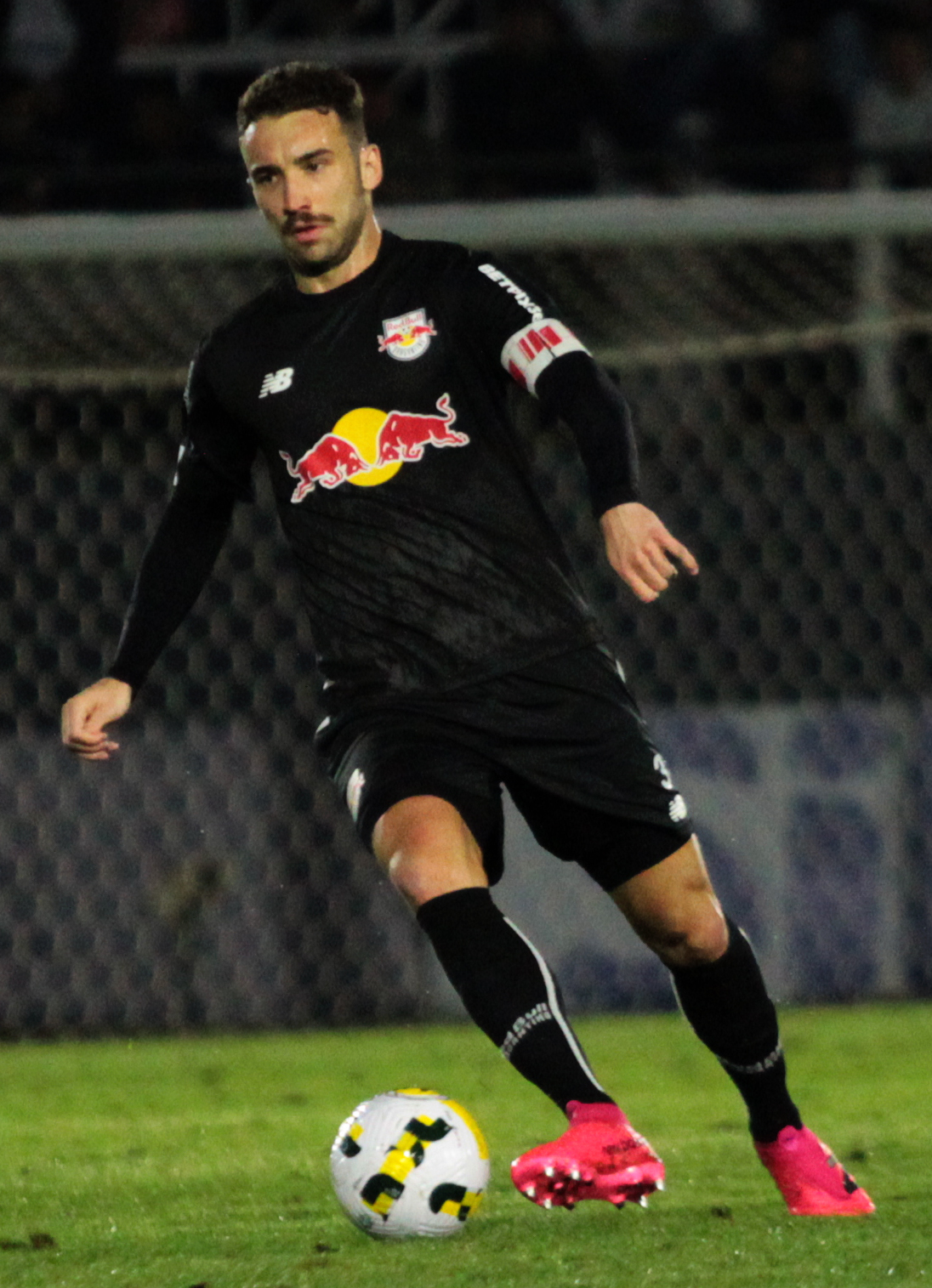
Léo Ortiz, pelo Bragantino, em 2022

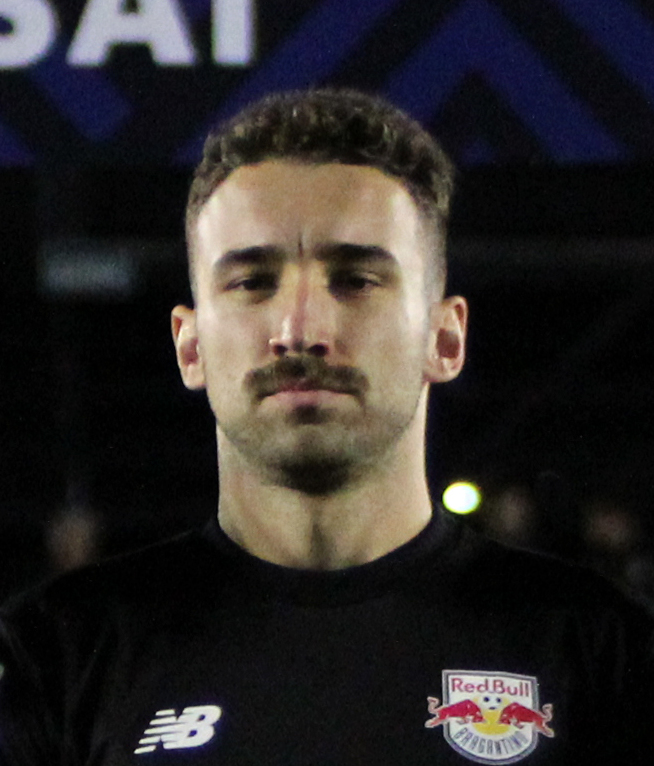
Léo Ortiz, em 2022

Sua boa fase na temporada passada lhe rendeu sondagens e uma oferta do Tigres do México. Porém, a proposta foi recusada por Léo entender que seguir no Brasil seria melhor para ter chances de disputar a Copa do Mundo de 2022. Em 21 de fevereiro, Léo renovou seu contrato até 2026 com o Massa Bruta.
Chegou a 200 partidas como profissional na carreira 6 de março, na vitória por 2–0 sobre o Botafogo-SP. Com a vitória, o Bragantino avançou às quartas de finais do Campeonato Paulista. Ao fim da competição, novamente foi eleito para a Seleção do Campeonato Paulista.
Em 17 de abril, fez um dos gols na goleada de 4–0 sobre o Atlético Goianiense na 2ª rodada do Campeonato Brasileiro. Em 17 de setembro, deu uma assistência para Alerrandro fazer o gol do Bragantino no empate de 1–1 com o Goiás na 27ª rodada do Brasileirão. Após a derrota para o Flamengo em 1 de outubro, Léo passou a sentir dores e não atuou mais pelo clube na temporada, tendo em uma cirurgia reduzindo em dezembro mostrado que sofrera uma ruptura parcial no ligamento cruzado, onde o prazo de recuperação era de até oito meses.

#### 2023
Recuperado da lesão em julho foi relacionado pela primeira vez em uma partida no mesmo mês contra o Botafogo na 15ª rodada do Campeonato Brasileiro, mas não chegou a atuar, entrando apenas no jogo da rodada seguinte contra o Internacional, que terminou sem gols. Léo entrou no lugar de José Hurtado no segundo tempo e voltou a atuar após 295 dias.
Marcou pela primeira pós-retorno em 10 de agosto, no empate de 3–3 com o América Mineiro no jogo de volta das oitavas da Sul-Americana. Voltou a marcar em 3 de dezembro, fazendo o único tento na vitória por 1–0 sobre o Coritiba na penúltima rodada do Brasileirão. No jogo seguinte, o último da temporada, marcou novamente na derrota de virada para o Vasco da Gama por 2–1 na última rodada do campeonato. Prejudicado pela lesão sofrida, Léo Ortiz disputou apenas 22 partidas, mas marcou três gols.

#### 2024
Fez o gol do Massa Bruta no empate de 1–1 com o Botafogo de Ribeirão Preto na 3ª rodada do Campeonato Paulista. Também marcou na 7ª rodada, num empate pelo mesmo placar com o São Bernardo em 10 de fevereiro. Em 5 de março, foi oficializada sua saída do Red Bull Bragantino. Disputou ao todo 198 partidas, marcou 14 gols e deu sete assistências, além de ter conquistado o título do Campeonato Brasileiro Série B de 2019 e o vice-campeonato na Sul-Americana de 2021, em cinco anos de clube.

### Flamengo
Após longas negociações entre as diretorias do Bragantino e do Flamengo, em 6 de março de 2024, após passar por exames médicos e assinar o contrato, Ortiz foi anunciado oficialmente como novo reforço do Flamengo. O valor da transferência foi divulgado em 7 milhões de euros (37,6 milhões de reais) mais   1 milhão de bonificação em caso de conquista de títulos, o que tornaria-o o zagueiro mais caro da história do clube superando Leo Pereira e Carlos Gamarra. Foi apresentado oficialmente dois dias depois e assumiu a camisa 3, vago após a saída de Rodrigo Caio. Logo na sua estreia, em 10 de abril, uma vitória por 2–0 sobre o Palestino na 2ª rodada da Libertadores, Léo Ortiz fez o segundo gol rubro-negro.
Encerrou a temporada 2024, com 40 jogos disputados, somando dois gols e duas assistências. Com Tite, ele demorou a ter oportunidades e somar minutos em campo. Em agosto, passou a ser utilizado como volante e começou a ser promovido ao 11 inicial. Após a troca no comando, Filipe Luís recuou-o para zaga e o deixou como titular absoluto.

### Seleção Brasileira

#### 2021
Em 26 de junho de 2021, Léo Ortiz foi chamado pelo técnico Tite para substituir o zagueiro Felipe, lesionado na disputa da Copa América. Com essa convocação, Léo tornou-se o primeiro jogador do Bragantino a ser convocado à Seleção Brasileira desde que a Red Bull assumiu o clube em 2019, além de ser o primeiro convocado atuando pelo Bragantino desde Alberto Félix em 1994. No dia 3 de setembro de 2021, após suspensão de Marquinhos, Léo Ortiz foi convocado para as partidas contra Argentina e Peru.

#### 2022
Em 17 de maio de 2022, foi convocado pelo técnico Tite para os dois primeiros amistosos (contra Coreia do Sul e Japão) da seleção brasileira de preparação para a Copa do Catar 2022. Foi um dos 55 jogadores adicionados na pré-lista de convocação à Copa do Mundo de 2022.

#### 2024
Em 9 de novembro de 2024, 2 anos e 6 meses após a sua última convocação, no dia Léo Ortiz voltou a ser convocado para a Seleção Brasileira, dessa vez pelo técnico Dorival Júnior, substituindo Éder Militão, para as partidas contra Venezuela e Uruguai, pelas Eliminatórias da Copa do Mundo FIFA de 2026.

## Estatísticas
Atualizadas até dia 10 de abril de 2024.

### Clubes
| Clube                  | Temporada         | Campeonato Nacional | Campeonato Nacional | Campeonato Nacional | Copa Nacional[a] | Copa Nacional[a] | Copa Nacional[a] | Competições continentais[b] | Competições continentais[b] | Competições continentais[b] | Outros torneios[c] | Outros torneios[c] | Outros torneios[c] | Total | Total | Total   |
| Clube                  | Temporada         | Jogos               | Gols                | Assist.             | Jogos            | Gols             | Assist.          | Jogos                       | Gols                        | Assist.                     | Jogos              | Gols               | Assist.            | Jogos | Gols  | Assist. |
| ---------------------- | ----------------- | ------------------- | ------------------- | ------------------- | ---------------- | ---------------- | ---------------- | --------------------------- | --------------------------- | --------------------------- | ------------------ | ------------------ | ------------------ | ----- | ----- | ------- |
| Internacional          | 2017              | 13                  | 0                   | 0                   | 6                | 0                | 1                | —                           | —                           | —                           | 12                 | 0                  | 0                  | 31    | 0     | 1       |
| Internacional          | Total             | 13                  | 0                   | 0                   | 6                | 0                | 1                | 0                           | 0                           | 0                           | 12                 | 0                  | 0                  | 31    | 0     | 1       |
| Sport                  | 2018              | 6                   | 0                   | 0                   | 2                | 0                | 0                | —                           | —                           | —                           | 10                 | 1                  | 0                  | 18    | 1     | 0       |
| Sport                  | Total             | 6                   | 0                   | 0                   | 2                | 0                | 0                | 0                           | 0                           | 0                           | 10                 | 1                  | 0                  | 18    | 1     | 0       |
| Red Bull Bragantino II | 2019              | —                   | —                   | —                   | —                | —                | —                | —                           | —                           | —                           | 16                 | 0                  | 0                  | 16    | 0     | 0       |
| Red Bull Bragantino II | Total             | 0                   | 0                   | 0                   | 0                | 0                | 0                | 0                           | 0                           | 0                           | 16                 | 0                  | 0                  | 16    | 0     | 0       |
| Red Bull Bragantino    | 2019              | 30                  | 3                   | 0                   | —                | —                | —                | —                           | —                           | —                           | —                  | —                  | —                  | 30    | 3     | 0       |
| Red Bull Bragantino    | 2020              | 33                  | 3                   | 0                   | 2                | 0                | 0                | —                           | —                           | —                           | 12                 | 2                  | 0                  | 47    | 5     | 0       |
| Red Bull Bragantino    | 2021              | 24                  | 0                   | 2                   | 4                | 0                | 0                | 12                          | 0                           | 0                           | 8                  | 0                  | 0                  | 48    | 0     | 2       |
| Red Bull Bragantino    | 2022              | 22                  | 1                   | 2                   | 1                | 0                | 0                | 5                           | 0                           | 0                           | 13                 | 0                  | 2                  | 41    | 1     | 4       |
| Red Bull Bragantino    | 2023              | 20                  | 0                   | 0                   | —                | —                | —                | 2                           | 0                           | 0                           | —                  | —                  | —                  | 22    | 3     | 0       |
| Red Bull Bragantino    | 2024              | 0                   | 0                   | 0                   | 0                | 0                | 0                | 2                           | 0                           | 0                           | 8                  | 2                  | 1                  | 10    | 2     | 1       |
| Red Bull Bragantino    | Total             | 129                 | 7                   | 4                   | 7                | 0                | 0                | 17                          | 0                           | 0                           | 39                 | 4                  | 3                  | 198   | 14    | 7       |
| Flamengo               | 2024              | 0                   | 0                   | 0                   | 0                | 0                | 0                | 1                           | 1                           | 0                           | —                  | —                  | —                  | 1     | 1     | 0       |
| Flamengo               | Total             | 0                   | 0                   | 0                   | 0                | 0                | 0                | 1                           | 1                           | 0                           | 0                  | 0                  | 0                  | 1     | 1     | 0       |
| Total na carreira      | Total na carreira | 150                 | 7                   | 4                   | 15               | 0                | 1                | 18                          | 1                           | 0                           | 77                 | 5                  | 3                  | 264   | 16    | 8       |

- a. ^ Jogos da Copa do Brasil
- b. ^ Jogos da Copa Sul-Americana e Copa Libertadores da América
- c. ^ Jogos do Campeonato Gaúcho, Campeonato Pernambucano, Campeonato Paulista, Campeonato Paulista do Interior e Taça Ariano Suassuna

## Títulos
Internacional
- Recopa Gaúcha: 2017

Red Bull Bragantino II
- Campeonato Paulista do Interior: 2019

Red Bull Bragantino
- Campeonato Brasileiro Série B: 2019
- Campeonato Paulista do Interior: 2020

Flamengo
- Campeonato Carioca: 2024, 2025
- Copa do Brasil: 2024
- Supercopa Rei: 2025

### Prêmios individuais
- Seleção do Campeonato Paulista: 2021 e 2022
- Seleção da Copa Sul-Americana: 2021
- Seleção do Troféu Mesa Redonda: 2021
- Bola de Prata: 2021
- Seleção da Copa do Brasil: 2024[70]
- Seleção do Campeonato Carioca: 2025[71]